# Кербалл мак Дунлайнге
Кербалл мак Дунлайнге (др.‑ирл. Cerball mac Dúnlainge; умер в 888) — король ирландского государства Осрайге в 842—888 годах, упоминающийся в генеалогиях ряда знатных персонажей «родовых саг» как «король ирландцев Кьярваль».

## Биография
Кербалл предположительно получил власть после смерти отца, Дунгалла мак Фергайле, в 842 году. Его сестра была замужем за верховным королём Ирландии Маэлсехнайллом, на дочери которого был женат сам Кербалл. Долгое время Кербалл упоминался в хрониках исключительно в связи с его борьбой против набегов викингов: в 846 году он отразил набег на северную часть своего королевства, в 848 году разбил отряд норвежцев из Дублина, в 851 году снова победил норвежцев благодаря союзу с датским военачальником Ормом. Когда последний уехал из Ирландии, Кербалл, по-видимому, смог удержать часть его людей.
Не позже 858 года начался конфликт между Кербаллом и Маэлсехнайллом из-за стремления короля Осрайге распространить своё влияние на Лейнстер. В 858 году Кербалл вторгся в этот регион, но был разбит Маэлсехнайллом при Карн Лугдахе и годом позже официально подчинился верховному королю. После 862 года Кербалл смог закрепиться в Лейнстере, правители которого были ослаблены натиском норманнов из Дублина. Возможно, король Осрайге был в союзе с норманнами; об этом могут говорить сообщения исландских саг о женитьбе ряда норвежских аристократов на дочерях «ирландского короля Кьярваля» и об участии Кербалла в экспедиции на остров Барра в составе Гебридского архипелага.
После смерти короля Мунстера Федлимида Кербалл стал одним из самых влиятельных правителей Ирландии, хотя и находился по-прежнему в зависимости от Мунстера.
У Кербалла было трое сыновей: Келлах, Диармайд и Дугниал. «Родовые саги» называют имена ряда его дочерей, от которых происходят самые знатные исландские семейства:
- Раварта (Райфертах), жена Эйвинда Норвежца[6];
- Эдна, жена Хлёдвира сына Торфинна;
- Фридгерд, жена Торда сына Бьёрна (внуком Фридгерд и Торда был знаменитый мореплаватель Торфинн Карлсефни);
- Кормлёд, жена Гримольва.